# 18786 Tyjorgenson
18786 Tyjorgenson è un asteroide della fascia principale. Scoperto nel 1999, presenta un'orbita caratterizzata da un semiasse maggiore pari a 2,5199494 UA e da un'eccentricità di 0,1301833, inclinata di 4,74874° rispetto all'eclittica.